# Возмутительный класс (роман)
«Возмутительный класс» (тур. Hababam Sınıfı — «Непоседливый класс») — роман турецкого писателя Рыфата Ылгаза, в который вошли некоторые рассказы, опубликованные в журнале Dolmuş. Написан и опубликован в 1957 году.

## История
Рыфат Ылгаз написал роман под псевдонимом Степне. Некоторые рассказы из серии «Возмутительный класс» были опубликованы издательством Tan Basımevi в 1959 году. Иллюстрации для книги нарисовал художник Турхан Сельчук. После выпуска книги «Возмутительный класс» в серии появились продолжения: «Возмутительный класс под ударом» (1972), «Возмутительный класс просыпается» (1972), «Возмутительный класс не прошёл экзамен» (1975), «Возмутительный класс в действии» (1987).
В 1966 году в театре Малая сцена в Бейоглу по мотивам романа были поставлены спектакли, в которых приняли участия актёры Театральной труппы Ульви Ураза: Зеки Аласья, Метин Акпынар, Эрджан Язган, Ахмет Гюльхан, Сузан Узтан, Али Ялаз, Ульви Ураз и Зихни Кючюмен. В 1974 году в жанре комедии был снят первый фильм в киносерии под одноимённым названием «Возмутительный класс». Фильм имел огромный успех в Турции и прославил актёра-комика Кемаля Сунала, сыгравшего в фильме роль Инек Шабана, на всю страну.
В ноябре 2006 года к 50-летию первого издания книги «Возмутительный класс» издательство Çınar Yayınları выпустило специальное издание тиражом 2000 экземпляров.